# Goldston
Goldston és una població dels Estats Units al comtat de Chatham, a l'estat de Carolina del Nord. Segons el cens del 2000 tenia 319 habitants.

## Demografia
Segons el cens del 2000, Goldston tenia 319 habitants, 128 habitatges i 93 famílies. La densitat de població era de 155,9 habitants per km².
Dels 128 habitatges en un 26,6% hi vivien nens de menys de 18 anys, en un 55,5% hi vivien parelles casades, en un 12,5% dones solteres, i en un 27,3% no eren unitats familiars. En el 23,4% dels habitatges hi vivien persones soles l'11,7% de les quals corresponia a persones de 65 anys o més que vivien soles. El nombre mitjà de persones vivint en cada habitatge era de 2,49 i el nombre mitjà de persones que vivien en cada família era de 2,92.
Per edats la població es repartia de la següent manera: un 21,9% tenia menys de 18 anys, un 6,6% entre 18 i 24, un 27,9% entre 25 i 44, un 25,1% de 45 a 60 i un 18,5% 65 anys o més.
L'edat mediana era de 41 anys. Per cada 100 dones de 18 o més anys hi havia 84,4 homes.
La renda mediana per habitatge era de 35.000 $ i la renda mediana per família de 46.250 $. Els homes tenien una renda mediana de 40.114 $ mentre que les dones 22.188 $. La renda per capita de la població era de 18.485 $. Entorn del 8,9% de les famílies i el 13,9% de la població estaven per davall del llindar de pobresa.

## Poblacions més properes
El següent diagrama mostra les poblacions més properes.